# Sydney Boehm
Sydney Boehm (Filadèlfia 4 abril 1908 – Woodland Hills, Califòrnia, 25 juny 1990), va ser un guionista i productor nord-americà. Va iniciar la seva carrera com a periodista especialitzat en crònica criminal. Potser per això va col·laborar notòriament en l'àmbit del cinema negre. En aquest sentit va escriure sol o en col·laboració els guions de The high wall (1947), The undercover man (1949), Union Station (1950), Side street (1950), The big heat (1953), Rogue Cop (1954), Black Tuesday (1954), Violent Saturday (1955) i Hell on Frisco Bay (1956). Va ser nominat a l'Oscar al millor guió original el 1952 per The atomic citty.

## Filmografia
- The high wall (1947, guió en col·laboració amb Lester Cole)
- The undercover man (1949, guió)
- Union Station (1950, guió)
- Side street (1950)
- Mystery Street (1950, guió en col·laboració amb Richard Brooks)
- Marcat a foc (Branded) (1950, guió en col·laboració amb Max Brand i Cyril Hume)
- The atomic citty (1952)
- El salvatge (The Savage) (1952)
- When Worlds Collide (1953, guió)
- Els subornats (The Big Heat) (1953, guió)
- Perseguida (Second Chance) (1953, guió en col·laboració amb Oscar Millard i Robert Presnell Sr.)
- Rogue Cop (1954, guió)
- Black Tuesday (1954, guió)
- The raid (1954, guió)
- Secret of the Incas (1954, guió en col·laboració amb Ranald McDougall)
- Violent Saturday (1955, guió)
- Els implacables (The Tall Men) (1955, guió en col·laboració amb Frank S. Nugent)
- Hell on Frisco Bay (1955, guió en col·laboració amb Martin Rackin)
- Six bridges to cross (1955, guió)
- The Revolt of Mamie Stover (1956, guió)
- The bottom of the bottle (1956, guió)
- Harry Black (1958, guió)
- A nice little bank that should be robbed (1958, guió)
- Woman obsessed (1959, guió i producció)
- Seven thieves (1960, guió i producció)
- One foot in hell (1960, producció, guió en col·laboració amb Aaron Spelling)
- Shock treatment (1964, guió)
- Sylvia (1965, guió)
- Rough night in Jericho (1967, producció, col·laboració en el guió de Marvin H. Albert)